# 康塞普西翁省 (巴拉圭)
康塞普西翁省 （Concepción）是巴拉圭的一個省，位於該國東北部。面積 18,051平方公里，2002年人口 180,277人。首府康塞普西翁。
下分7縣。
1. ↑  .   [2025-02-04]. （原始内容存档于2024-07-12）.